# Takelung
Die Takelung ist eine Form, Segelfahrzeuge über die Anordnung von Masten und ihre Ausstattung mit Segeln zu beschreiben. Allein hierdurch können Schiffstypen bezeichnet werden, durch Kombination von Takelung und anderen Eigenschaften wie zum Beispiel der Rumpfbeschreibung werden diese aber oft noch verfeinert. Selbst im Bereich der Takelung kann manches Boot oder Schiff zwei Gruppen zugeordnet werden, so ist der Optimist sowohl spriet- als auch catgetakelt. Durch Benutzung bestimmter Wörter in diesem Kontext entstehen teilweise neue Definitionen im Sinne einer Fachsprache. So bedeutet vollgetakelt, dass ein Mast auf seiner gesamten Länge mit Rahsegeln ausgestattet ist.
|              | Bezeichnung       | Masten zahl | mögliche Segeltypen   | genauere Beschreibung | Kategorie in der Wikipedia        |
| ------------ | ----------------- | ----------- | --------------------- | --- | --------------------------------- |
|              | Cat-Takelung      | ≥1          | Schratsegel           | ohne Vorsegel. |                                   |
|              | Slup              | 1           | Schratsegel           | Ein Mast mit Groß- und Vorsegel. Häufigste Takelungsart moderner Freizeityachten. | Kategorie:Slup                    |
|              | Kuttertakelung    | 1           | Schratsegel           | Ein Mast mit Großsegel und ggf. Toppsegel sowie zwei oder drei Vorsegel |                                   |
|              | Spriettakelung    | ≥1          | Sprietsegel           | |                                   |
|              | Ketsch            | 2           | Schratsegel           | vorderer Mast höher als der hintere Mast, der hintere Mast steht innerhalb der Konstruktions-Wasserlinie | Kategorie:Ketschgetakeltes Schiff |
|              | Galeasse          | 2           | Schratsegel           | andere Bezeichnung für eine Ketsch | Kategorie:Ketschgetakeltes Schiff |
|              | Yawl              | 2           | Schratsegel           | vorderer Mast höher als der hintere Mast. der hintere Mast steht außerhalb der Konstruktions-Wasserlinie | Kategorie:Yawl                    |
|              | Halbbrigg         | 2           | Schrat- und Rahsegel  | andere Bezeichnung für eine Schonerbrigg | Kategorie:Brigantine              |
| Brigantine   | Brigantine        | 2           | Schrat- und Rahsegel  | Am Fockmast Rahsegel; am hinteren Großmast ein Gaffelsegel und darüber Rahsegel | Kategorie:Brigantine              |
| Schonerbrigg | Schonerbrigg      | 2           | Schrat- und Rahsegel  | Am Fockmast mit Rahsegelvolltakelung; am hinteren Großmast nur Schratsegel | Kategorie:Brigantine              |
|              | Brigg             | 2           | Schrat- und Rahsegel  | alle Masten sind voll rahgetakelt | Kategorie:Brigg                   |
|              | Lugger-Takelung   | ≥2          | Luggersegel           | vordere Masten sind umklappbar, der kleine Besanmast extrem weit nach hinten versetzt. |                                   |
|              | Schoner           | ≥2          | Schrat- oder Rahsegel | vorderer Mast kleiner als oder gleich groß wie der hintere Mast | Kategorie:Schoner                 |
|              | Gaffelschoner     | ≥2          | Schratsegel           | wie Schoner, aber nur Stag- oder Gaffelsegel | Kategorie:Schoner                 |
|              | Schnau            | ≥2          | Schrat- und Rahsegel  | Das Gaffelsegel des Großmastes besitzt keinen Baum, die Gaffel und das Vorliek des Gaffelsegels wird an einer hinter dem Mast befestigten, dünneren Spiere, dem Schnaumast, gefahren.                                                                                | Kategorie:Brigg                   |
|              | Toppsegelschoner  | ≥2          | Schrat- und Rahsegel  | Fockmast mit Rahtop aus Bramrahen, ggf. Marsrah | Kategorie:Toppsegelschoner        |
|              | Bark              | ≥3          | Schrat- und Rahsegel  | an den vorderen Masten Rahsegelvolltakelung, am letzten Mast Gaffelsegel | Kategorie:Bark                    |
|              | Schonerbark       | ≥3          | Schrat- und Rahsegel  | am vorderen Mast Rahsegelvolltakelung, die übrigen Masten tragen Stag- oder Gaffelsegel | Kategorie:Schonerbark             |
|              | Barkentine        | ≥3          | Schrat- und Rahsegel  | andere Bezeichnung für eine Schonerbark, früher Schonerbark mit zusätzlichem Rahtopp am Großmast | Kategorie:Schonerbark             |
|              | Hermaphrodit-Bark | ≥3          | Schrat- und Rahsegel  | andere Bezeichnung für eine Schonerbark | Kategorie:Schonerbark             |
|              | Barkschoner       | ≥3          | Schrat- und Rahsegel  | andere Bezeichnung für eine Schonerbark | Kategorie:Schonerbark             |
|              | Jackassbark       | ≥3          | Schrat- und Rahsegel  | vordere Masten voll rahgetakelt, hintere Masten Schratsegel, sofern ungerade Mastenzahl mittlerer Mast Schratsegel und Rahtopp | Kategorie:Schonerbark             |
|              | Polka-Bark        | ≥3          | Schrat- und Rahsegel  | Gaffelsegel an allen drei Masten und Rahtopp an den beiden vorderen Masten | Kategorie:Toppsegelschoner        |
|              | Vollschiff        | ≥3          | Schrat- und Rahsegel  | Alle Masten sind vollgetakelt, der achtere Mast fährt zusätzlich ein Gaffelsegel (Besansegel). | Kategorie:Vollschiff              |
|              | Vinnen-Schoner    | 5           | Schrat- und Rahsegel  | Eine Sonderform des Topsegelschoners der Reederei F. A. Vinnen & Co., Bremen bei dem in besonderer Weise Schrat- und Rahsegel kombiniert wurden. Fünfmastgaffelschoner, die zusätzlich drei Rahsegel nach Art der Topsegelschoner am Fock- und am Mittelmast fuhren. | Kategorie:Toppsegelschoner        |

Anmerkung zur Spalte Mastenzahl: "≥" bedeutet "oder mehr".